# Cushman (Marke)
Cushman ist eine US-amerikanische Marke. Angeboten werden Nutzfahrzeuge, Flurfördergeräte, Freizeitgeräte und Motorräder mit Schwerpunkt auf Klein- und Logistikfahrzeugen. Inhaber der Marke ist Textron. In der Textron-Gruppe sind E-Z-GO, TUG und Bad Boys Buggies weitere Fahrzeugmarken. Der Unternehmens-Slogan lautet: Let's Work.

## Geschichte

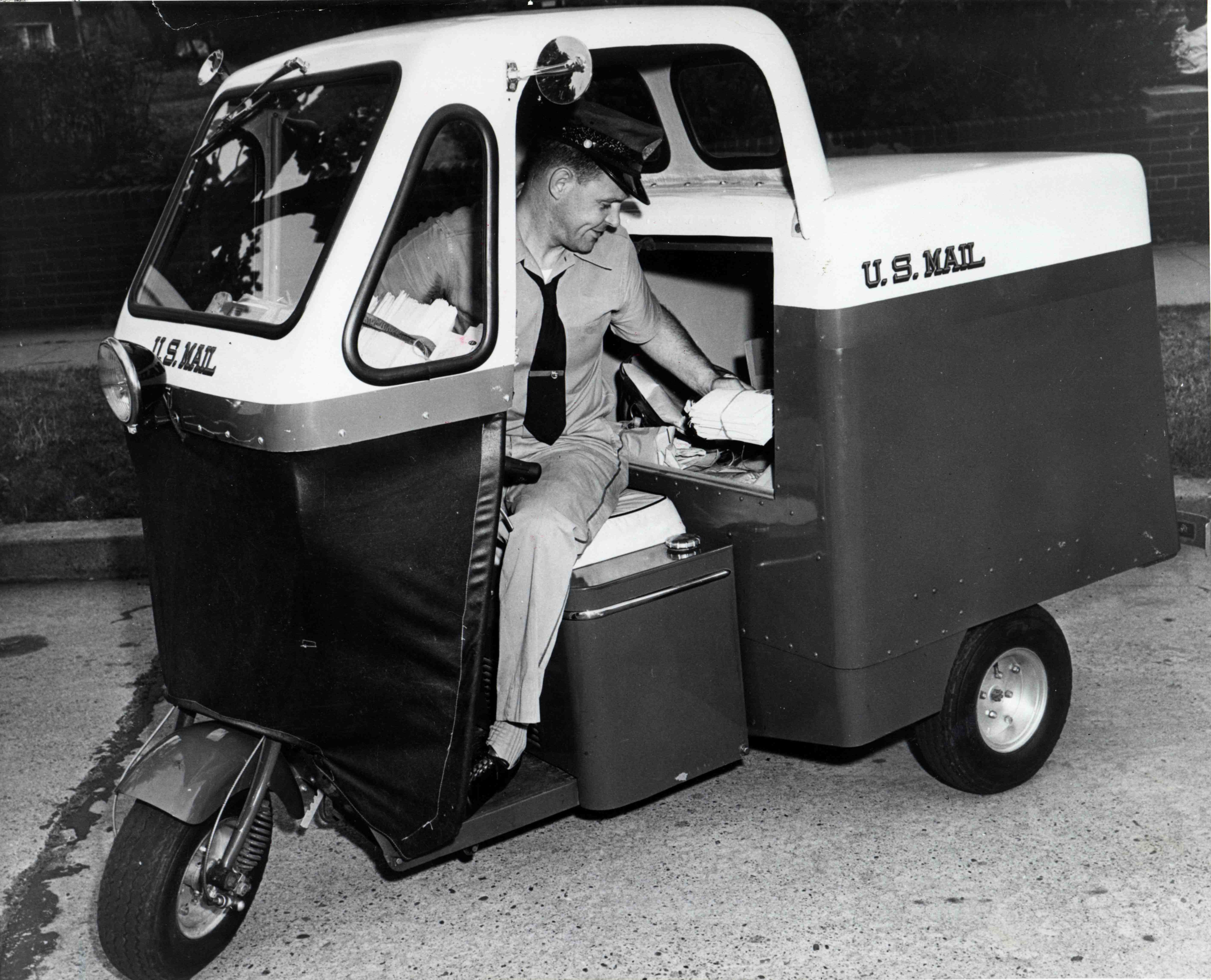
Cushman Mailster (1955).

Cushman Motor Works wurde 1901 von den Vettern Everett und Clinton Cushman gegründet. Beide waren Studenten der Universität von Nebraska in Lincoln (Nebraska). Everetts Eltern waren Farmer aus Urbana (Illinois), wo Everett geboren wurde. Clinton stammte aus Wisconsin. Er schloss 1902 in Elektrotechnik ab. Everett war dort ebenfalls immatrikuliert, hatte aber lediglich Vorlesungen über Mathematik besucht und sich sein technisches Wissen selber angeeignet. Ebenfalls 1902 erhielt er sein erstes Patent.
Unternehmenszweck war die Herstellung von Zweitaktmotoren. Neben Stationärmotoren für die Landwirtschaft interessierten sie sich auch für Bootsmotoren und gewannen ein Rennen in der Klasse für Einzylindermotoren. Daraus resultierte ein begrenzter Erfolg in diesem Marktsegment. Das Unternehmen blieb aber abhängig von Farmmotoren.
1903 wurde eine Kapitalerhöhung auf 300.000 US-Dollar angestrebt, um den Automobilbau aufnehmen zu können. Dazu scheint es indes nur in sehr kleinem Umfang gekommen zu sein, denn es wurden nur 50.000 Dollar einbezahlt. Immerhin wurden 1905–1907 im Staat Nebraska Cushman-Fahrzeuge mit 2, 4, 6, 10 und 16 PS zugelassen, davon zwei auf Familienangehörige. Ein Automobil „eigener Bauart“ wurde auf einen Leslie Cushman zugelassen, möglicherweise der Konstrukteur der Cushman-Automobile. Eine reguläre Produktion ist nicht nachgewiesen. Ein Zweizylinder-Cushman-Motor wurde 1906 in einem Automobil-Prototyp der E.M. Burr Company in Champaign (Illinois) verwendet, die das Fahrzeug nur zur Demonstration ihres eigenen Dreiganggetriebes konstruierte.
Eine wahrscheinliche Ursache für diesen Fehlschlag ist die angespannte Finanzlage zu dieser Zeit. Im September 1909 kam der Ingenieur Everett Brown Sawyer als Geschäftsführer in das Unternehmen. Er richtete es ganz auf den stark wachsenden Agrarmarkt aus. Das Unternehmen brachte einen wassergekühlten Vierzylinder-Viertaktmotor heraus, der sich insbesondere zum Antrieb von landwirtschaftlichem Gerät eignete und etwa 1000 Mal verkauft wurde. Damit konnte erstmals ein Gewinn von etwa 12.000 Dollar erwirtschaftet werden.

### Aufschwung durch Farmmotoren und Generatoren

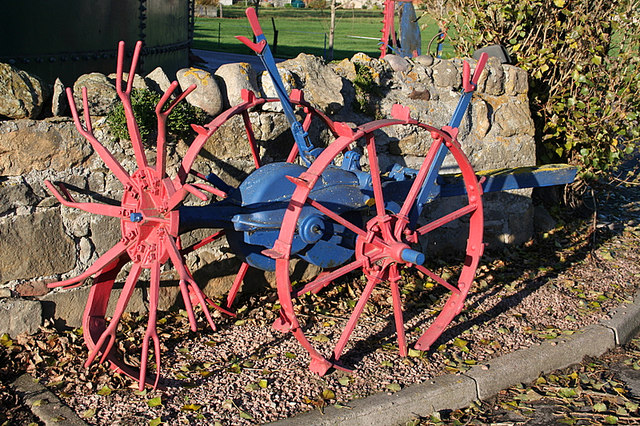
Typischer Kartoffelroder

Die Motorenreihe wurde laufend erweitert und umfasste Versionen mit 8, 10, 12 und 20 bhp Leistung. Speziell zum Betrieb von Pumpen, Milchzentrifugen, Holzsägen, Betonmixer und Waschmaschinen wurden 2- und 4-PS Motoren angeboten. Das Unternehmen wurde als Cushman Motor Works, Inc. neu organisiert.
1913 wurde eine eigene Gießerei an der Kreuzung 21. und X Street eingerichtet.
Die Jahre vor und während des Ersten Weltkriegs brachten Cushman wie vielen anderen amerikanischen Industriebetrieben einen großen Aufschwung. Die Nachfrage an Motoren stieg stark an, dazu führte Cushman Kleingeneratoren zur Erzeugung von Elektrizität ein, die zu einem weiteren Standbein des Unternehmens wurden. Als Kraftquelle diente einer der vorhandenen Kleinmotoren, der sich mit geringen Modifikationen an den neuen Verwendungszweck anpassen ließ. Abnehmer waren Armee, andere Regierungsstellen, Kommunen, kleine Elektrounternehmen und noch nicht ans Stromnetz angeschlossene Farmen. Cushman begann nun auch zu exportieren. 1918 erreichte der Umsatz 1,5 Millionen Dollar, und das Unternehmen richtete eine Tochtergesellschaft in Winnipeg (Manitoba, Kanada) ein.

### Macdonald-Traktoren
Zur Steigerung der Motorenproduktion suchte Cushman immer wieder neue Anwendungen. Einige davon wurden mit beträchtlichem Erfolg hergestellt. Eine Idee, die sich auf dem Markt nicht durchsetzte, war der Bau eigener Traktoren. Die erste dieser Konstruktionen erschien 1917 mit dem Macdonald 10-22, möglicherweise auch Typ JA genannt. Angaben zu diesem Schlepper fehlen weitgehend, doch ist die Annahme naheliegend, dass auch hier einer der hauseigenen Motoren verwendet wurde. Das Modell wurde im folgenden Jahr überarbeitet und als Macdonald 12-24, möglicherweise Typ JB, angeboten. Diese Version hatte einen Beaver-Vierzylindermotor mit 6 Zoll (152,4 mm) Bohrung und 4¾ Zoll (120,65 mm) Hub (errechneter Hubraum: 6969 cm³) und wog etwa 2675 kg. Die Produktion endete um 1920, wohl als Folge ausbleibender Nachfrage. Wegen des fremden Motors machte der Bau des Traktors zudem wenig Sinn.

### Besitzerwechsel
1919 kaufte Everett Sawyer den Eigentümern das Unternehmen ab. Everett Cushman gründete darauf mit seinem Sohn Clifford Eugene Cushman die Cushman Engineering Company in Riverside (Kalifornien). Über das spätere Wirken von Clinton Cushman ist nichts bekannt.
Der frühere Sanierer und jetzige Eigentümer Sawyer bewies in den nun anbrechenden, wirtschaftlich härteren Zeiten weniger Geschick. Die ausbleibenden Regierungsaufträge konnten nicht durch Diversifizierung in andere Märkte aufgefangen werden und eine kurze aber heftige Rezession Anfang der 1920er Jahre machte der ganzen Industrie zu schaffen. Auch der Absatz bei den Farmmotoren brach ein. Das Unternehmen in Kanada musste wieder geschlossen werden. Sawyer führte 1922 einen luftgekühlten Zweitaktmotor ein, der zunächst nicht befriedigte. Erst als eine Viertakt-Version folgte, wurde daraus ein jahrelang erfolgreiches Produkt. Dieser als Husky bezeichnete Motor trieb ab 1926 auch den Cushman Bob-A-Lawn Rasenmäher an. Später folgten weitere Anwendungen, etwa als Antrieb für Motorroller, Farmgeräte oder Waschmaschinen. Das Unternehmen stellte schließlich ganz auf luftgekühlte Motoren um.
Sawyer musste das Unternehmen auf Druck der Gläubiger 1927 verlassen. Er ging nach Kalifornien, wo er Schafe züchtete und eine Orangenplantage betrieb. Im Zweiten Weltkrieg diente er als Elektriker in der US-Navy.
Neuer Besitzer der Cushman-Werke wurde eine Managementgesellschaft, die das Unternehmen aber nach kurzer Zeit und vor dem Hintergrund der Weltwirtschaftskrise wieder verkaufte.

## Cushman Motor Works
Zu Cushmans langjährigen Kundenstamm gehörte die Yale & Hopewell Company, die hier Gussteile herstellen ließ. 1923 wurde dieses Unternehmen von der Easy Manufacturing Company übernommen. Der Geschäftskontakt blieb auch zu den neuen Eigentümern erhalten. Easy Manufacturing war 1914 vom Eisenwarenhändler Charles Ammon gegründet worden zur Herstellung eines von ihm erfundenen Geräts zum unterirdischen Verlegen von Leitungen, ohne dass dazu Gräben ausgehoben werden mussten. Später kamen auch Landmaschinen dazu. Das Easy Manufacturing Werk befand sich in unmittelbarer Nähe zu Cushman. 1934 erwarb Ammon die Cushman Motor Works.

### Motorroller

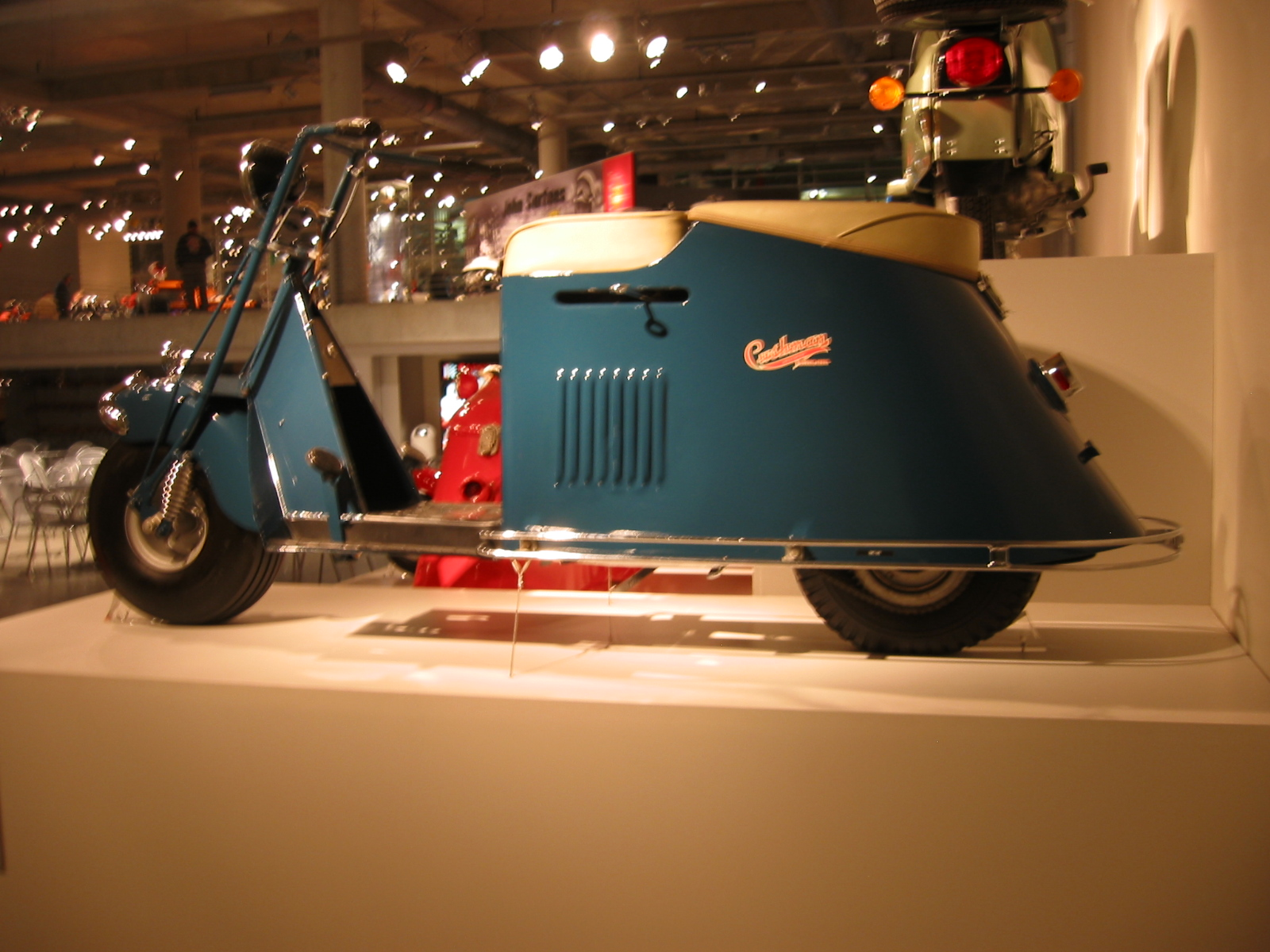
Cushman Road King (1948).

Die Marke Cushman blieb auch danach erhalten. Angeblich brachte ein junger Mann auf der Suche nach Ersatzteilen für einen selber gebauten Motorroller Ammon auf die Idee, selber solche Fahrzeuge anzubieten. Wahrscheinlicher ist aber, dass die Entwicklung begann, nachdem ein Angebot über die Lieferung von „Husky“-Motoren als Kraftquelle für die Roller der Motor Glide Two-Wheel Scooter Company in Kalifornien abgelehnt worden war. Ammons Sohn Robert entwickelte das Fahrzeug, das die Bezeichnung „R-1“ erhielt. Daraus entstand 1936 der Auto Glide Motorroller.
Im selben Jahr wurde das Unternehmen als Cushman Motor Works neu organisiert und wahrscheinlich mit Easy Manufacturing zusammengelegt.  Gleichzeitig begann wieder eine Fahrzeugproduktion, nun mit Motorrollern namens Auto-Glide und davon abgeleiteten Dreirad-Scootern, die oft auf Golfplätzen eingesetzt wurden. Es folgten etwas größere, immer noch dreirädrige Fahrzeuge, die als Kleinlieferwagen und in größeren Stückzahlen vom United States Postal Service verwendet wurden. Es gab zwei Ausführungen: Eine als Motorroller mit Seitenwagen und ein Dreirad mit einzelnem Hinterrad, bei dem die Fracht zwischen den Vorderrädern transportiert wurde.
Nach dem Krieg setzte Cushman vermehrt auf Motorroller und die Anlagen wurden für die Massenproduktion angepasst. In den 1940er Jahren blieb die typische Verschalung des Motors erhalten.

### Kriegsproduktion

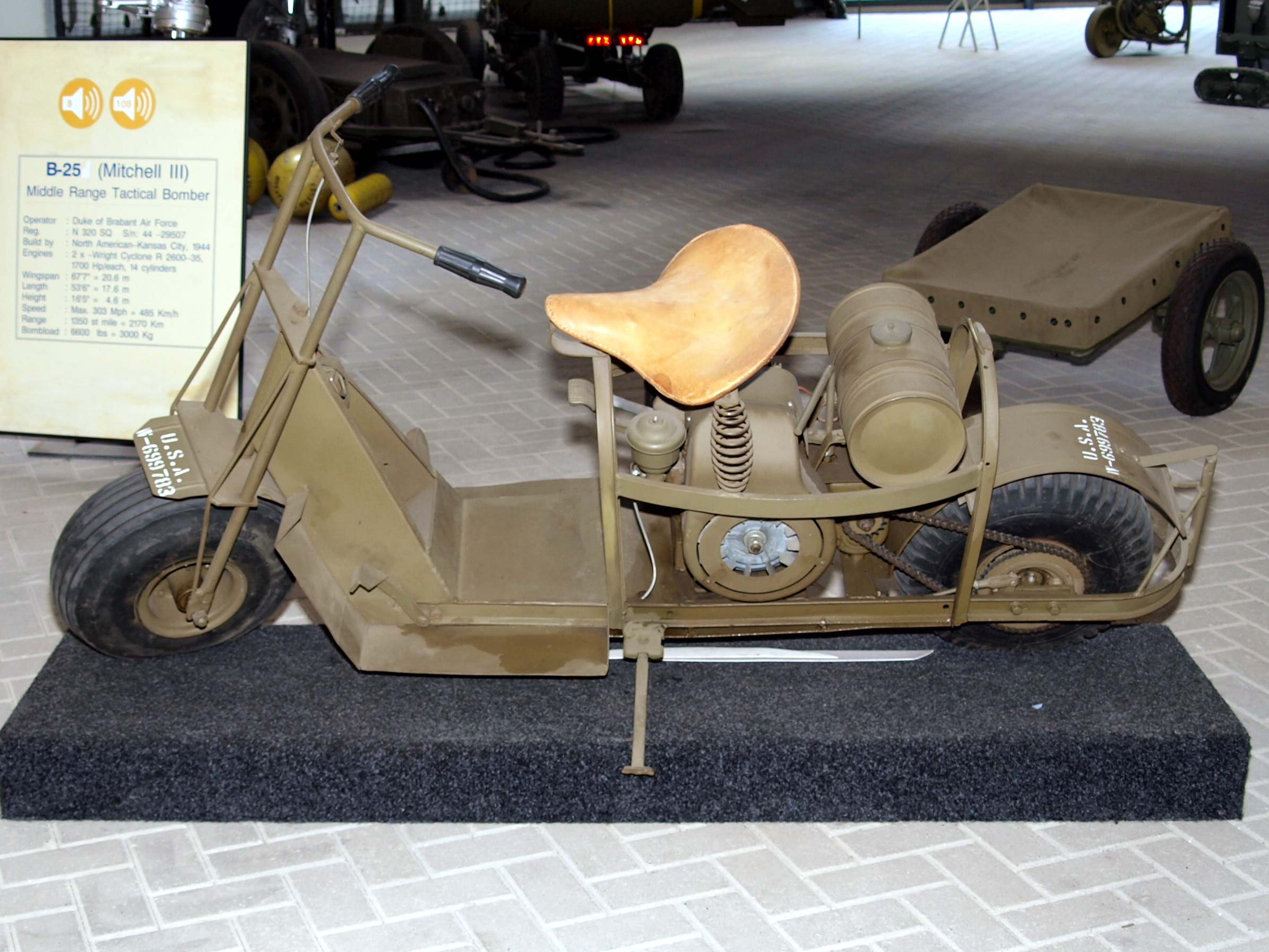
Cushman Modell 53 Airborne Scooter zum Einsatz mit Fallschirmtruppen

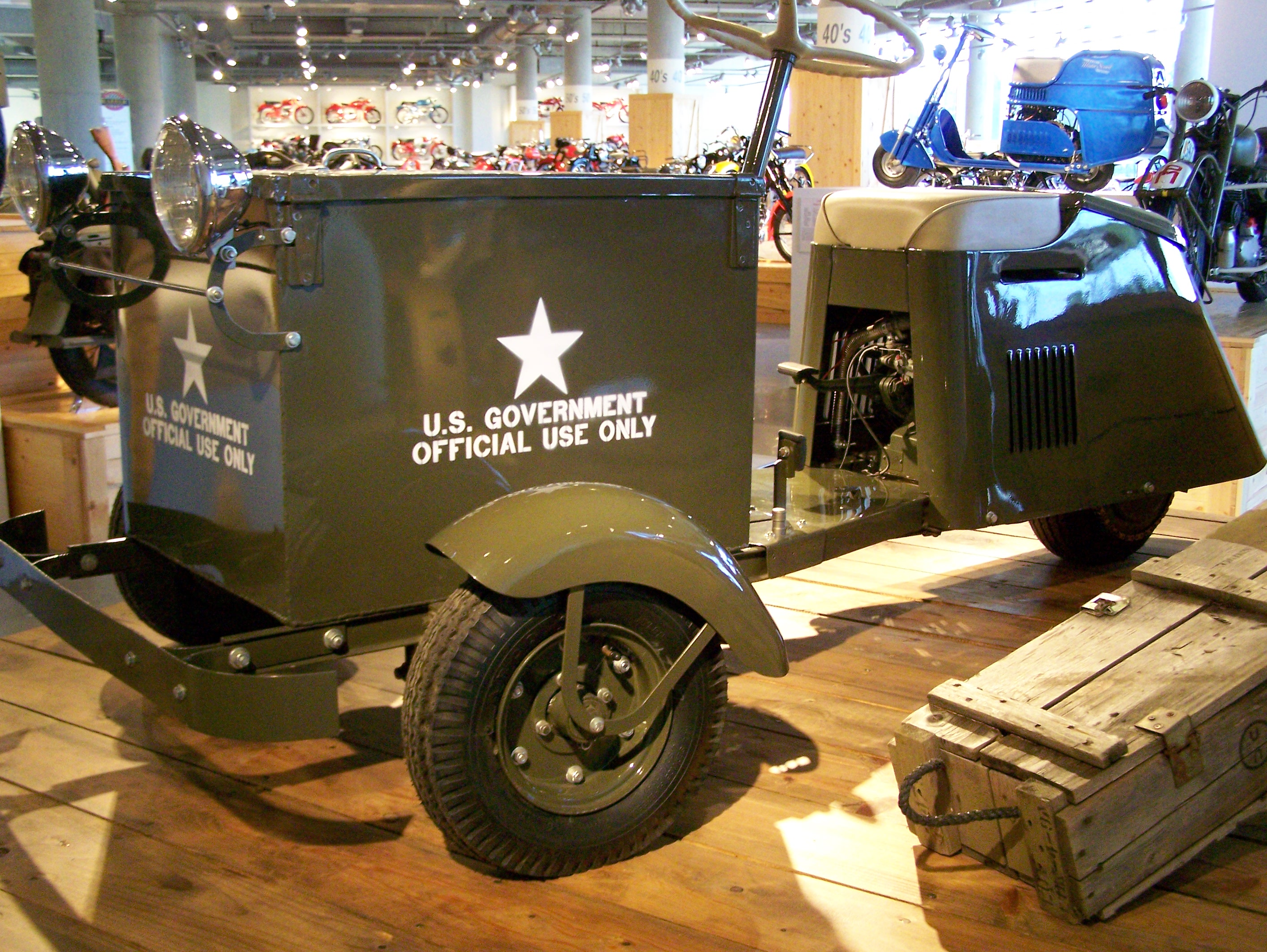
Cushman Modell 39

Die leichten Fahrzeuge erfreuten sich sowohl in der US-Army wie auch Marine und Luftwaffe besonderer Beliebtheit für Kurier- und leichte Transportaufgaben. Besonders interessant ist das Modell 53 Airborne Scooter, das zum Abwurf mit den Fallschirmtruppen konstruiert wurde, um diesen mehr Beweglichkeit am Boden zu verleihen. Damit waren sie das amerikanische Gegenstück zu den in der britischen und kanadischen Armee verwendeten Welbikes.
Cushman gehörte aber auch zu den wenigen Fahrzeugherstellern in den USA, denen es nach dem Kriegseintritt erlaubt war, weiterhin zivile Fahrzeuge herzustellen, weil die Roller als benzinsparend eingestuft wurden.

### Erfolgreich mit Scootern

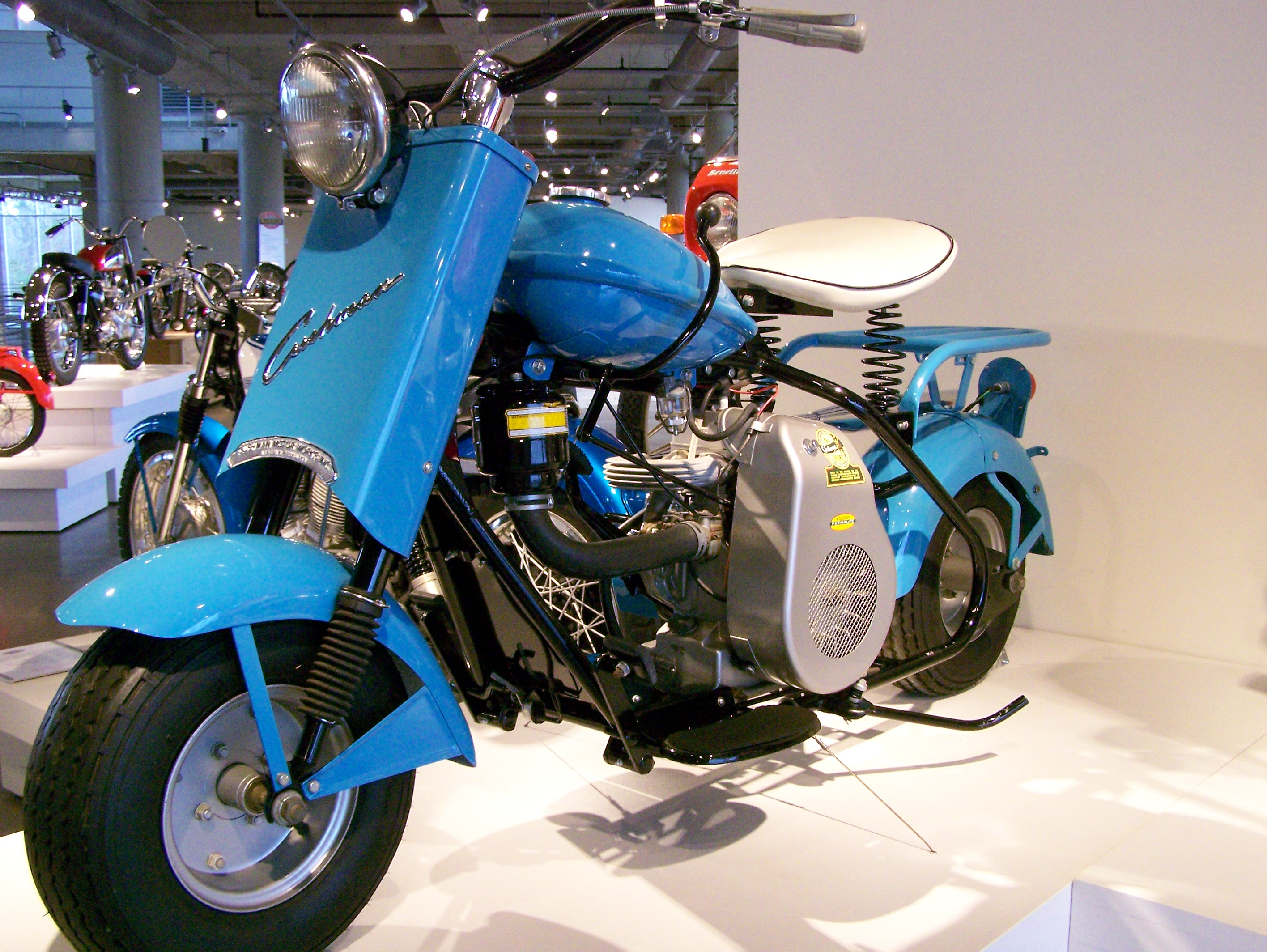
Cushman Eagle (ca. 1958).

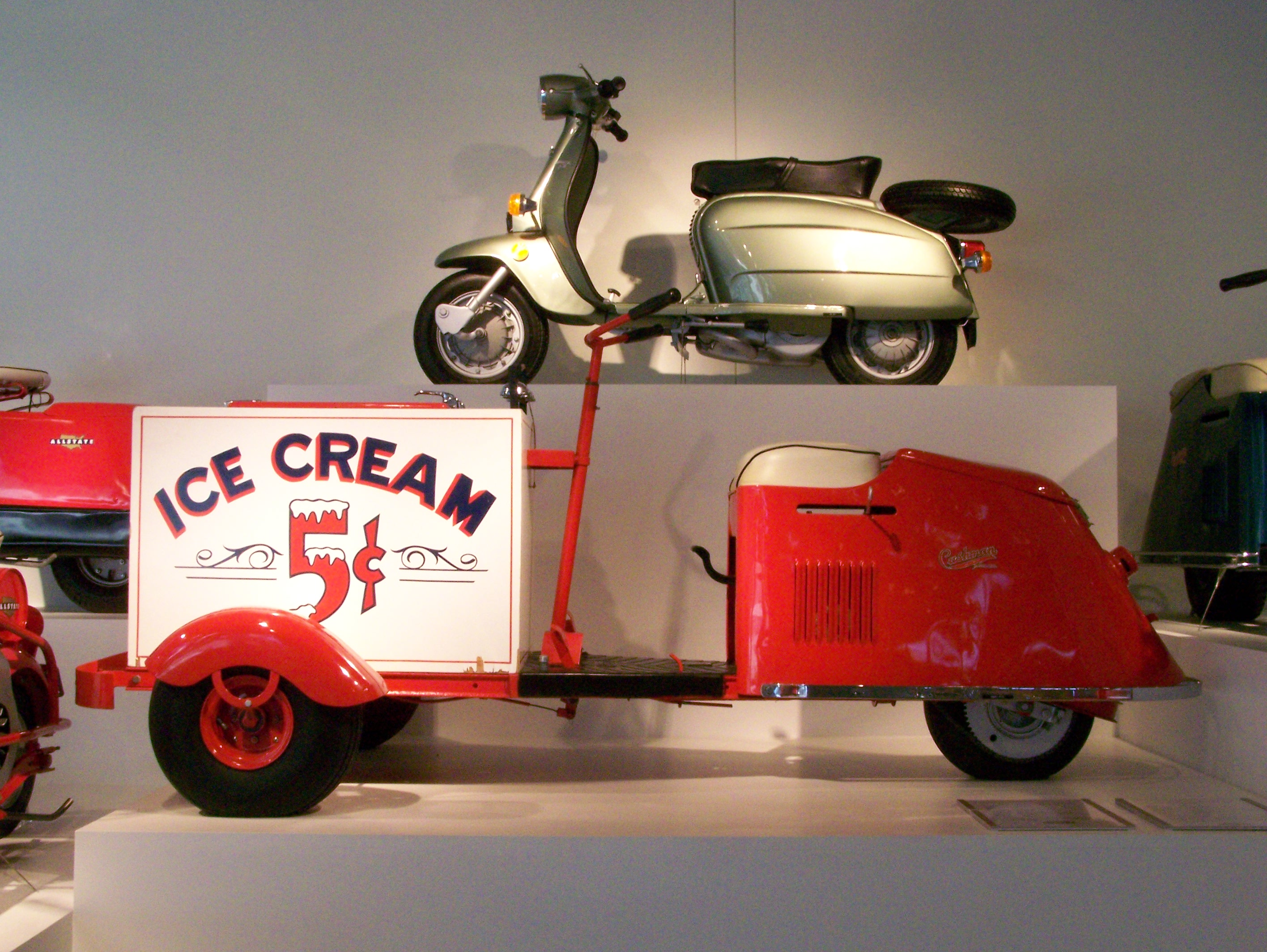
Cushman Eiskrem-Scooter (ca. 1950).

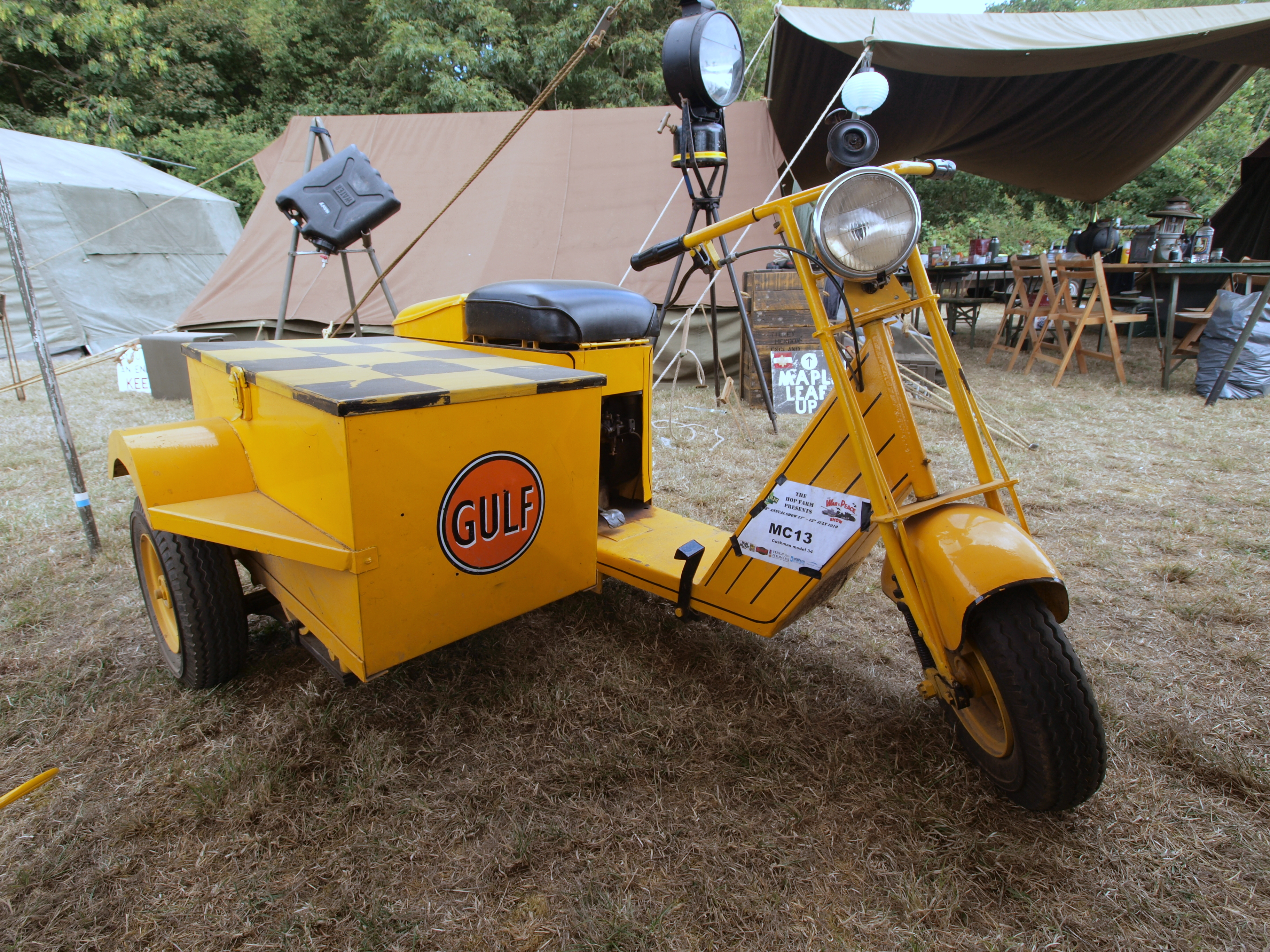
Cushman Model 34 mit Seitenwagen

Mit dem Modell 52 Eagle erschien 1949 eine neue Modellgeneration, bei der fast nur noch die kleinen Stahlräder an einen Motorroller erinnerten. Die Position des unverschalten Motors, der gefederte Sattel und der tropfenförmige Tank erinnerten an Motorräder.
Zunächst erhielt der Eagle den seitengesteuerten Einzylindermotor mit 318 cm³ Hubraum und ein Zweiganggetriebe, das mit einem rechts am Tank vorbei geführten Hebel geschaltet wurde. 80 km/h soll die Höchstgeschwindigkeit betragen haben.
Zeitweise gab es drei Einzylindermotoren: M7 mit 4,8 bhp, M8 „Husky“ mit 8,95 bhp und M9 mit 8 bhp. Letzterer wurde nach der Übernahme durch OMC von deren 9 bhp-Aluminiummotor abgelöst.
Vom schweren Road King gab es eine dreirädrige Version mit einem geräumigen Staufach zwischen den gelenkten Vorderrädern. Diese Ausführung war beliebt bei Eisverkäufern im Tür-zu-Tür Geschäft.
Der Cushman Pacemaker war ein konventioneller Scooter. Sein Motor war kleiner als der des Eagle, und eine automatische Kupplung gehörte zur Grundausstattung. 1957 ließ eine Modellpflege das Heck des Fahrzeugs weniger gerundet erscheinen. Der „modernere“ Look fand aber nicht nur Zustimmung.

## Übernahme durch OMC
1961 erwarb OMC (vormals Outboard Marine Corporation) die Cushman Motor Works.
Dieses Unternehmen stellt überwiegend Golfcarts her und ist auch in den Bereichen leichte Nutz- und Kommunalfahrzeuge und Logistik tätig. Es wurde als Cushman Motors Division eingegliedert und 1972 in OMC-Lincoln Division umbenannt. Dieser Bereich wurde 1989 vom britischen Industriekonzern Ransomes, Sims & Jefferies übernommen und kam mit diesem wenig später zu Textron.
OMC wurde im Jahr 2000 insolvent, 2001 erwarb die kanadische Bombardier Inc. den Außenbordmotorbereich. Diesen gliederte sie 2003 in das Unternehmen Bombardier Recreational Products (BRP) aus.
Nach der Übernahme durch OMC gab es drei Ausführungen des Scooter: Den Silver Eagle mit einem nur diesem Modell vorbehaltenem OMC-Aluminium-Motor mit 9 bhp und Zweiganggetriebe, den etwas einfacheren Highlander mit 4,8 oder optional 7,95 bhp und Unterhaltskosten von weniger als einem Cent pro Meile sowie den Trailster, ein Arbeits- und Freizeitgerät mit 7,95 HP, verstärktem Rahmen, Hand- und Fußbremse sowie grobstolligere Reifen. Highlander und Trailster erhielten eine automatische Kupplung. Alle Roller hatten Stahlscheibenräder. Für Silver Eagle und Highlander wurden eigene Reifen namens Cushman 200 entwickelt. Das Zubehör umfasste Windschutzscheibe, Rückspiegel, Zusatzsitz, Satteltaschen und Chromzierteile.

## Cushman-Modelle (Auswahl)

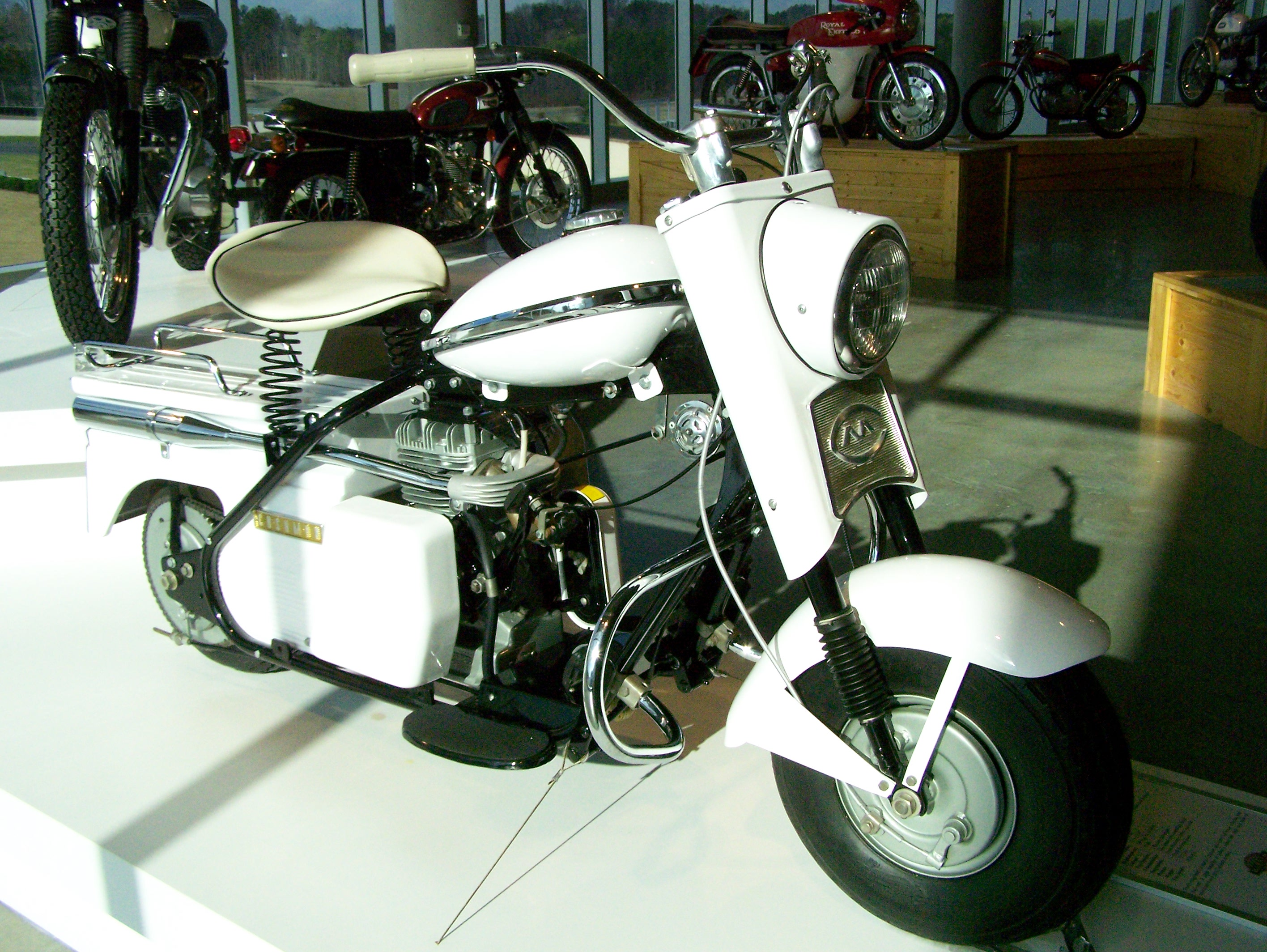
Cushman Husky Scooter (ca. 1960)

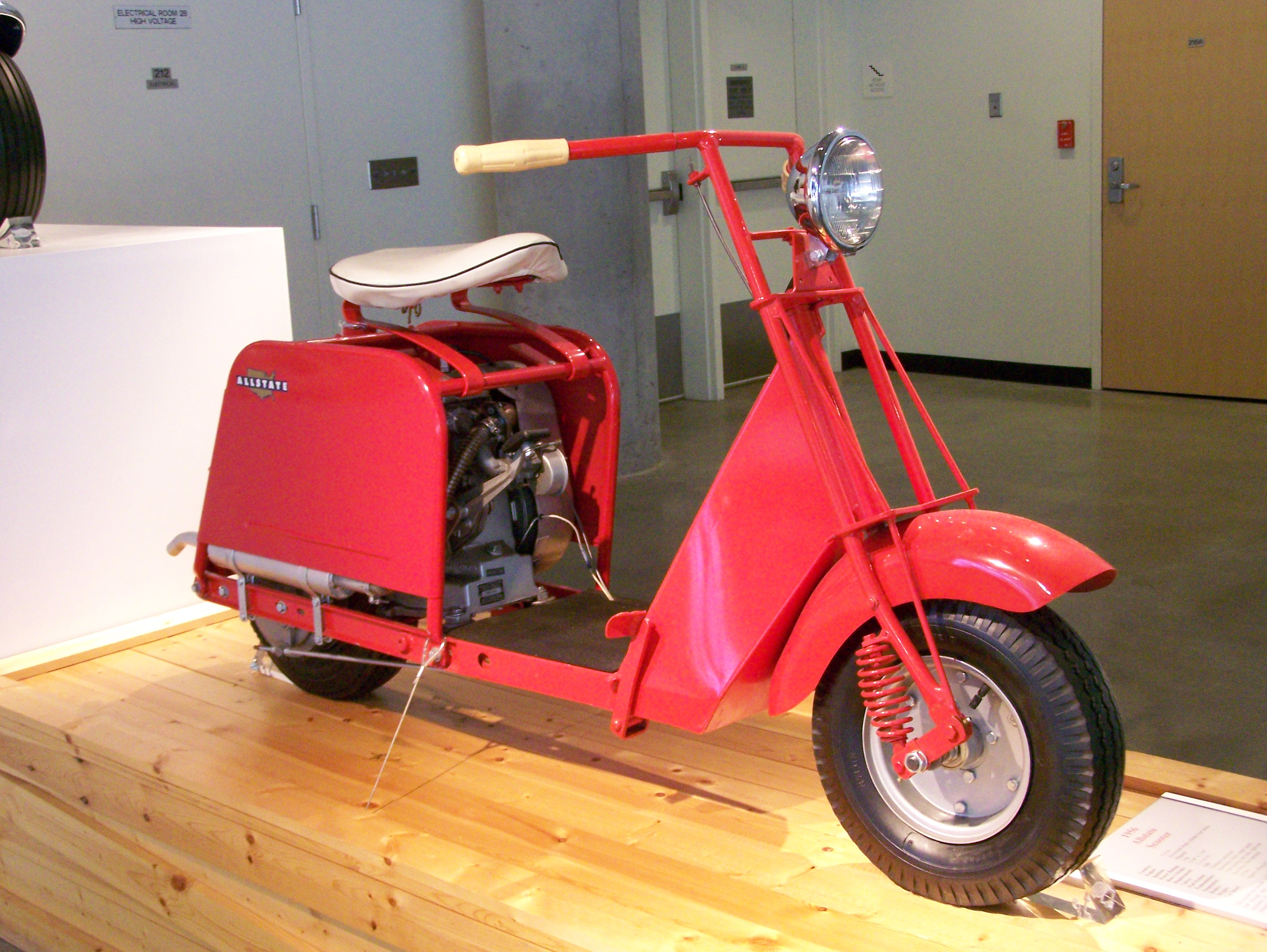
Allstate Scooter (1956)

### Motorroller (Scooter)
- R-1 und Auto Glide (1935–1948)
- Model 29 Auto Glide Package Kar (1939–?) 3-Rad
- Road King
- Husky
- Model 52 Eagle (1948–?)
- Silver Eagle 9 HP OMC Alu-Motor
- Highlander 4,8 und 7,95 HP
- Pacemaker
- Model 39
- Model 53 Airborne Scooter; Motorroller der US-Fallschirmtruppen im Zweiten Weltkrieg

### Transporter, Elektrokarren und Zugmaschinen
- Hauler, Hauler X; Transporter im Werkverkehr
- 1600 XD 4 × 4; Transporter im Werkverkehr
- Titan und Titan HD; Transporter für schwere Lasten im Werkverkehr
- 501; Pick-up
- Mailster, Dreirad-Scooter der US-Post
- Truckster; Pick-up für Werkverkehr (1958–2002)[12]
- Tug; dreirädrige Elektro-Zugmaschine bis 2268 kg
- Shuttle 4
- Stock Chaser

Es scheint, dass die Produktion der Fahrzeuge für den Werkverkehr von E-Z-GO auf Cushman und TUG übergegangen ist.

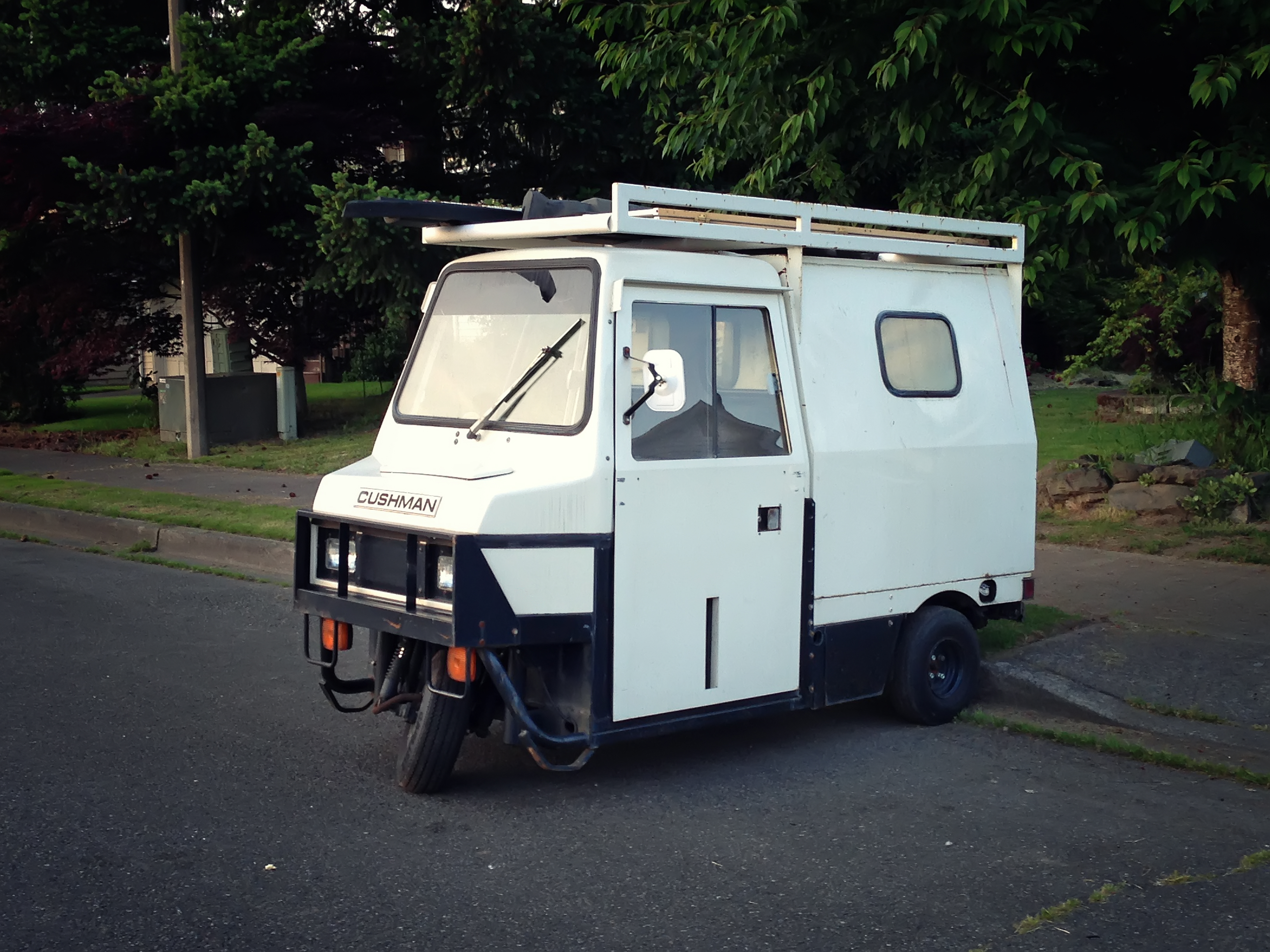
Cushman Vanster
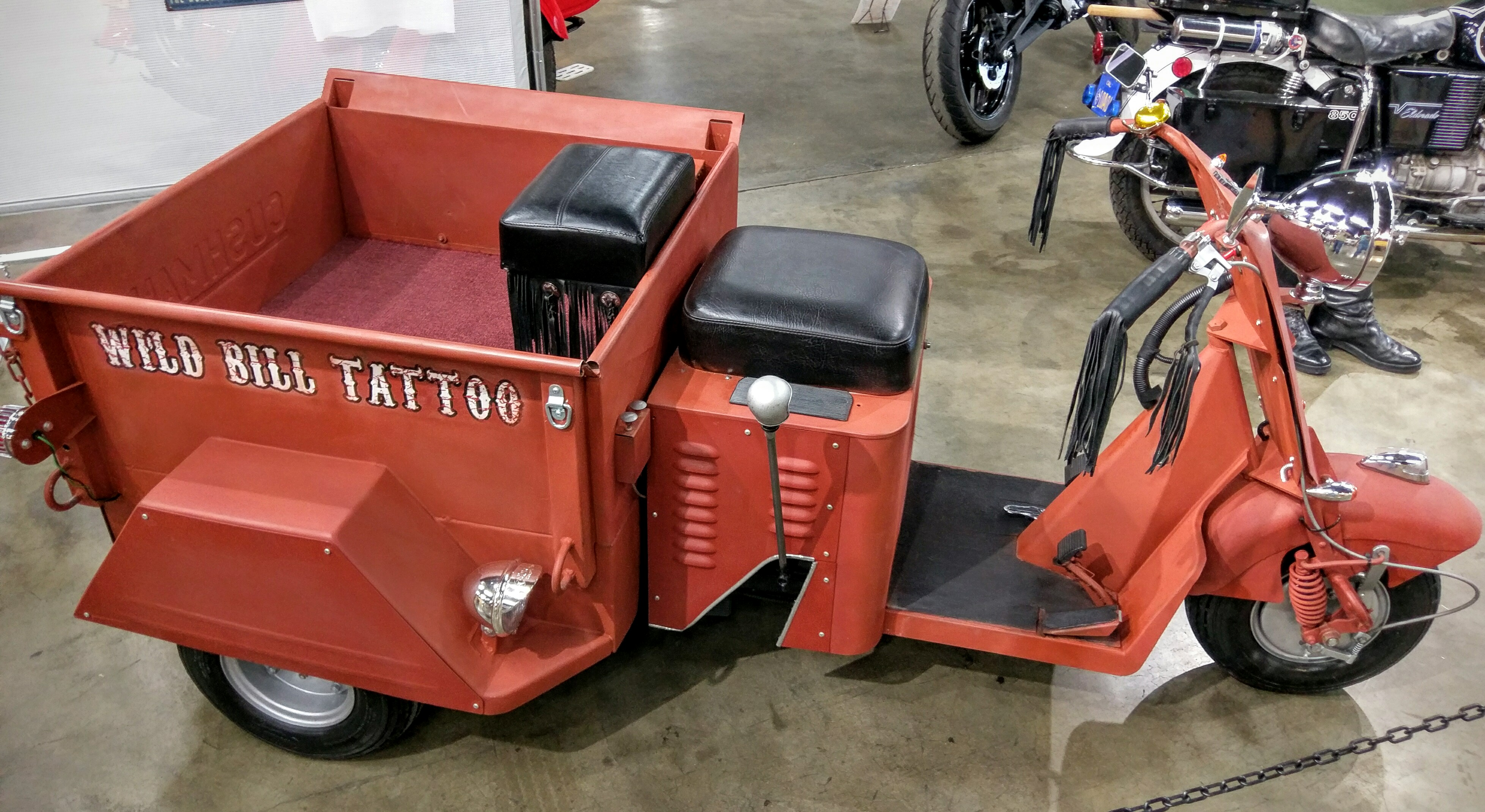
Cushman Truckster Model 782 (1954)
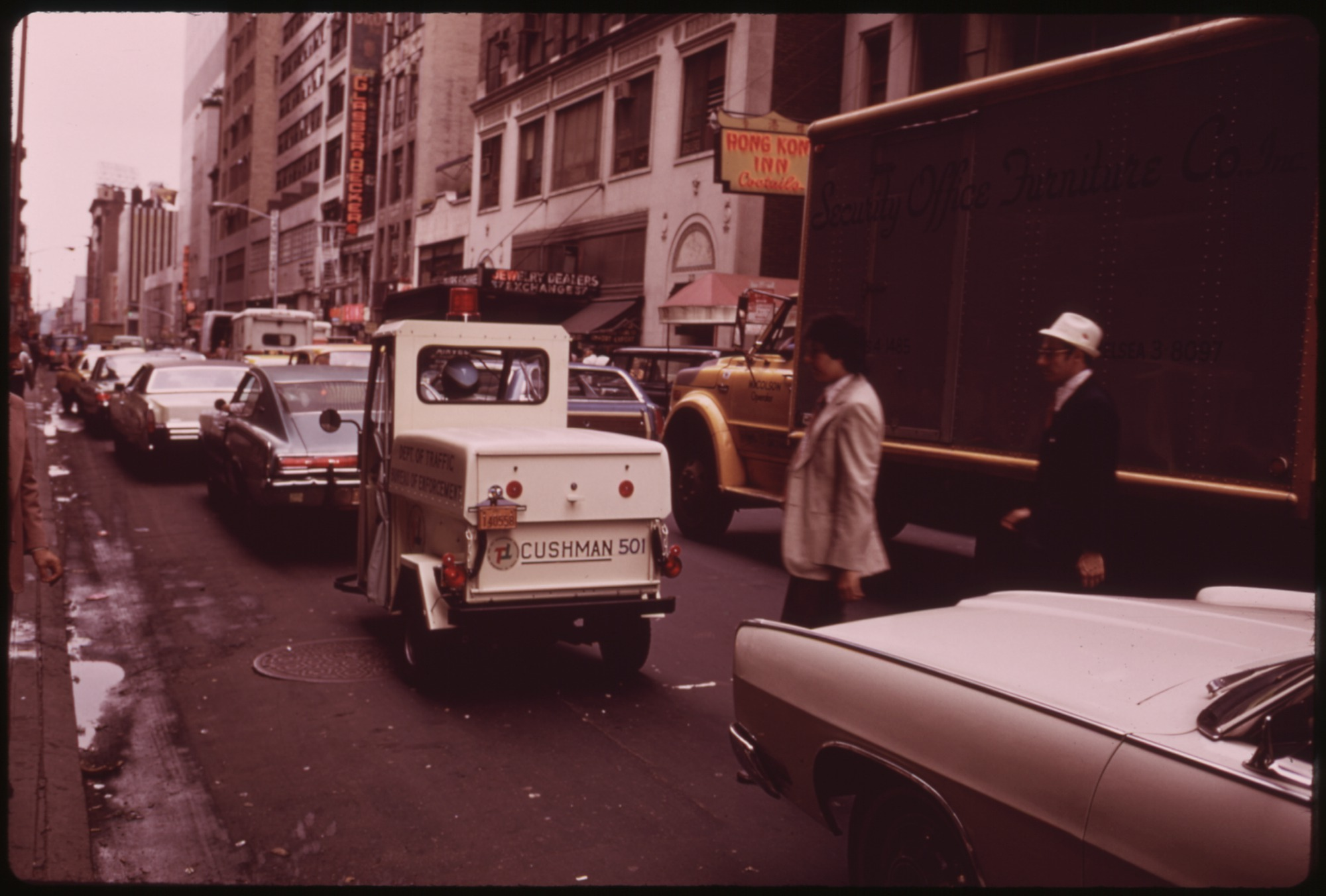
Cushman 501 der New Yorker Verkehrsbehörden, 47. Straße (1970)
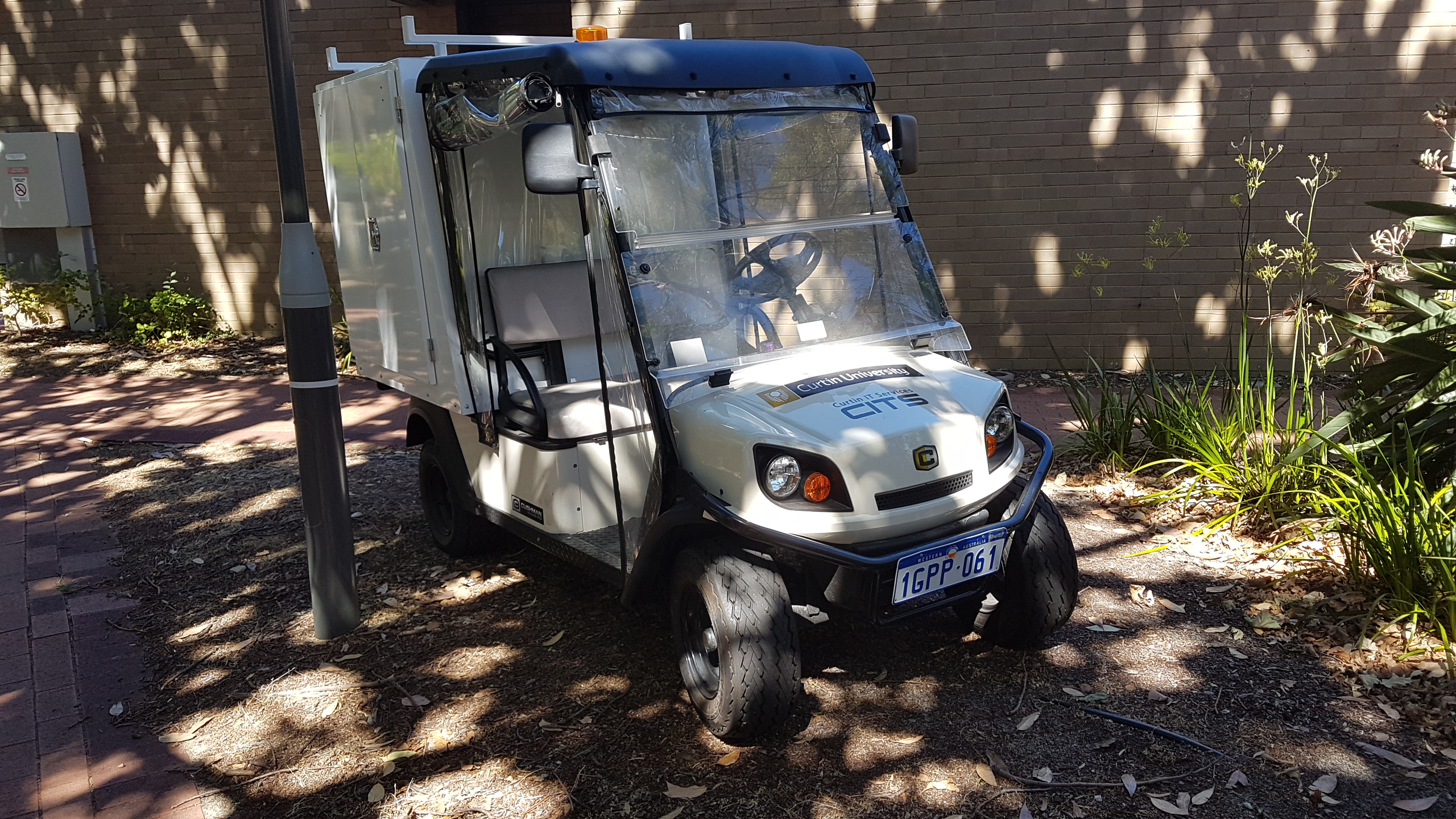
Cushman Hauler

### Off-Roader
- Trackster Kettenfahrzeuge

### Lieferprogramm 2019
- Cushman Hauler
- Cushman Hauler 800 • Hauler 800X • Hauler 800X EFI • Hauler 1200 EFI • Hauler 1200X • Hauler 1200X EFI • Hauler 4x4 • Hauler 4x4 Diesel • Hauler 4x4 Crew •
- Cushman Hauler 800 Electric • Hauler 800 Elite • Hauler 800X Electric • Hauler 800X Elite • Hauler Pro Electric • Hauler Pro-X Electric • Hauler 4x4 • Hauler 4x4 Crew •
- Cushman Shuttle
- Cushman Shuttle 2 EFI • Shuttle 2+2 • Shuttle 4 EFI • Shuttle 6 EFI • Shuttle 8 EFI
- Cushman Shuttle 2 Electric • Shuttle 2+2 Electric (72 V AC / 48 V DC) • Shuttle 4 Electric • Shuttle 6 Electric • Shuttle 8 Electric
- Cushman Truckster
- Cushman Truckster XD •
- Cushman Spraytek XP (Rasensprühwagen) • * Cushman Spraytek XP Diesel (Rasensprühwagen)
- Cushman Refresher
- Cushman Refresher FS4 EFI • Refresher Oasis EFI •
- Cushman Refresher Drop In
- Cushman Refresher Oasis Electric
- Cushman LSV
- Cushman LSV Electric 48V
- Cushman Titan
- Cushman Titan HD (36/48V Electric) • Titan XD (48V Electric)
- Cushman Tug
- Cushman Tug AC Electric
- Cushman Minute Miser
- Cushman Minute Miser Electric
- Cushman Stock Chaser
- Cushman Stock Chaser (elektrischer Handwagen)

Quelle: